# 吴家权
吴家权（1962年—），中华人民共和国仫佬族政治人物，籍贯广西罗城，第十一届全国人民代表大会广西地区代表。

## 生平
毕业于中央党校党政管理专业，1981年加入中共，曾担任广西羅城仫佬族自治县县长。2008年担任全国人大代表，任期5年，後出任河池市人民政府党组成员、秘书长，市人民政府办公室党组书记、主任，2015年1月当选为河池市政协副主席，2016年，当选为河池市人大常委会副主任，直到2024年11月7日去职。